# Ильченко, Сергей Эдуардович
Сергей Эдуардович Ильченко (англ. Sergey Ilchenko; род. 1959) — молдавский публицист и философ, журналист.

## Биография
Журналистскую деятельность начал в молдавской прессе — в газетах «Săptămână», «Коммунист» и «Независимая Молдова».
С января 2002 по декабрь 2006 — главный редактор приднестровского еженедельника «Днестровский Курьер». В 2004 г. занимал должность главного редактора газеты «Комсомольская правда в Приднестровье». С января 2007 года — фрилансер, сотрудничавший с РИА Днестр, AVA.MD, российским ИА REGNUM, другими изданиями Приднестровья, Молдавии и Украины.
Сергей Ильченко — соавтор печатного публицистического сборника «Голый Воронин». Философ-марксист. Автор книг «Другим путём» и «Мир в движении».
18 марта 2015 Ильченко был арестован КГБ ПМР. 
17 июля 2015 Ильченко выпустили из тюрьмы, подведя его под амнистию в обмен на признательные показания. После выхода на свободу Ильченко выступил с заявлением о том, что его признание было получено под давлением со стороны Министерства государственной безопасности ПМР.
С июля 2017 постоянно проживает в Киеве, колумнист политического Интернет-журнала «Деловая столица». Член Независимого профсоюза журналистов Украины.